# 故郷 〜輝く未来へ〜
「故郷 〜輝く未来へ〜」（こきょう かがやくみらいへ）は、日本の鹿児島県いちき串木野市が制定した市民歌である。作詞・福田惠一、作曲・藤島昌壽。
本記事では、市民歌と同時に制定された市民音頭「いちき串木野元気でいこう」および、合併前の串木野市と日置郡市来町がそれぞれ制定していた市町民歌等についても解説する。

## 解説
いちき串木野市の前身に当たる串木野市では1970年（昭和45年）に「串木野市民歌」、市来町では1990年（平成2年）に「市来町民歌」をそれぞれ制定していたが、串木野・市来合併協議会では新市名を「いちき串木野市」としたことを受け、この2曲を引き継がず「市民歌、都市宣言等については、新市において調整する」と取り決められた。
新市民歌の制定作業は2015年（平成27年）の合併10周年記念事業として行われることになり、市民を対象に歌詞を懸賞募集したのち45年前に旧「串木野市民歌」を手掛けた藤島昌壽に作曲を依頼し、10月11日の合併10周年記念式典で市民音頭「いちき串木野元気でいこう」および市民憲章と併せて入選者の表彰と発表演奏が行われた。なお鹿児島県では2021年（令和3年）に制定された奄美市の市民歌がいちき串木野市と同じ「輝く未来へ」を副題としている。

### 市民音頭
市民歌と同時に制定された。
- いちき串木野市民音頭「いちき串木野元気でいこう」

作詞：花立多美子 作曲：長﨑正作

## 旧市町歌
以下は合併前の串木野市および市来町で制定されていた市町歌および音頭である。いずれの楽曲も串木野・市来合併協議会で合併後に新市民歌を制定する方針が取り決められたことにより、失効・廃止となった。

### 串木野市民歌
「串木野市民歌」（くしきのしみんか）は1970年（昭和45年）に市制20周年を記念して制定された。作詞・正木喬二、作曲・藤島昌壽。前述の通り、作曲者は45年後に合併後のいちき串木野市民歌も手掛けている。
制定時にキングレコードがソノシート（規格品番：NS-352）を製造し、B面には作曲者の藤島が行進曲として編曲した「串木野行進曲」が収録されている。

### 市来町民歌
「市来町民歌」（いちきちょうみんか）は1990年（平成2年）に制定された。作詞・内儀盛、作曲および編曲・鈴木英明。ビクター音楽産業がA面にボニージャックス歌唱の町民歌、B面に三沢あけみ歌唱の「いちき音頭」を収録したシングル盤（規格品番：PRA-11855）を製造している。